# Serrania
Serrania is een gemeente in de Braziliaanse deelstaat Minas Gerais. De gemeente telt 7.584 inwoners (schatting 2009).

## Aangrenzende gemeenten
De gemeente grenst aan Alfenas, Campestre, Divisa Nova en Machado.